# Lena Abrahamsson
Lena Marianne Abrahamsson, född Larsson 3 oktober 1966, är sedan 2006 en svensk professor i arbetsvetenskap vid Luleå tekniska universitet. Hon var dekan och prodekan för den tekniska fakulteten vid samma lärosäte 2016–2021. Abrahamssons forskning handlar om produktions- och organisationsutveckling, genus och arbetsmiljö. Hennes avhandling från 2000 "Att återställa ordningen. Könsmönster och förändring i arbetsorganisationer" utgavs på Borea bokförlag. 
Abrahamsson är ledamot i styrelsen för Blekinge tekniska högskola sedan 2018. Hon var ledamot i Arbetsmiljöverkets insynsråd 2010-2019 och styrelseledamot i Forte 2013–2018 varav viceordförande 2016–2018.